# Vodní elektrárny Paulo Afonso
Vodní elektrárny Paulo Afonso tvoří komplex pěti vodních elektráren využívajících spádu na vodopádech Paulo Afonso na řece São Francisco v Brazílii. Jsou nejvýkonnější součástí Kaskády na řece São Francisco a patří mezi nejvýkonnější elektrárny na světě. S vyloučením elektrárny Itaipú jako mezinárodní stavby, je hydrokomplex Paulo Afonso po vodní elektrárně Belo Monte a Tucuruí třetím nejvýkonnějším samostatným brazilským vodním dílem.

## Historie výstavby
Síla vodopádů Paulo Afonso, které patřily mezi nejmohutnější vodopády světa, přitahovala pozornost zájemců o elektrickou energii stejně jako Niagarské vodopády. Rozvoj světové hydroenergetiky začal na březích Niagary, rozvoj vodní energetiky brazilské začal svou velkolepou cestu ke špičce světových výkonů na vodopádech Paulo Afonso.  Teoretický výkon vodopádů Paulo Afonso a Niagarských vodopádů je zhruba stejný, zhruba stejný je i výkon vodních děl. Stejná je i základní architektura děl, zabudovaných do skalních masivů. Významný rozdíl je však ve využití vodního toku. Ještě koncem 19. století nebylo rozhodnuto o osudu Niagary, která se mohla stát suchou skalní stěnou stejně dobře jako vodopády v Brazílii. O zachování přírodního skvostu v Severní Americe rozhodl rostoucí význam  turistiky, ale i větší a stabilní průtok řeky Niagary. O osudu vodopádů Paulo Afonso rozhodl zanedbatelný význam turistiky a nevypočitatelnost řeky São Francisco. V suchém období by se v případě zajištění minimálního průtoku přes vodopády ocitly všechny turbíny bez vody.
V 50. letech 20. století neexistovaly v Brazílii výrazné překážky ze strany veřejného mínění ani násilně vysídlovaných obyvatel. Velkolepý projekt energetického využití řeky São Francisco mohl být realizován bez ohledu na rozlehlost zatopených území i bez ohledu na zachování vodopádů, které se objevily i v holandské barokní malbě (Frans Post).
První vodní dílo na vodopádech je unikátní vodní elektrárna Angiquinho, jejíž strojovna byla vystavěna na východním srázu vodopádů v těsné blízkosti padající vody. Byla vybudována v letech 1911 až 1913 a poskytovala výkon kolem 1,2 MW.
V roce 1944 byl schválen projekt první elektrárny původně se dvěma generátory. V roce 1945 vznikla společnost pro výstavbu děl na řece São Francisco (CHESF- Companhia Hidrelétrica do São Francisco) a první práce začaly v roce 1948. Od začátku projekt počítal s vybudováním velkokapacitních přehradních nádrží na horním toku řeky a se soustavou vodních nádrží odvíjejících se přímo od prvního vzedmutí nad vodopády. Stavba byla provázena logistickými komplikacemi při dovozu materiálu i zařízení. Přesto byl harmonogram prací splněn. První jednotka byla spuštěna v roce 1955, poslední v roce 1983.
|                  | začátek stavby | první turbína | poslední turbína |
| ---------------- | -------------- | ------------- | ---------------- |
| Moxotó           | 1971           | 1977          | 1977             |
| Paulo Afonso I   | 1948           | 1955          | 1955             |
| Paulo Afonso II  | 1955           | 1961          | 1967             |
| Paulo Afonso III | 1967           | 1971          | 1974             |
| Paulo Afonso IV  | 1972           | 1980          | 1983             |

## Řízení vodního toku

### Hráz Delmiro Gouveia
Horní hladinu pro hydrodynamický výkon elektráren Paulo Afonso I,II,III vytváří betonová gravitační hráz Delmiro Gouveia o délce 4 707 m a výšce 20 m. Delmiro Gouveia Augusto da Cruz byl významný brazilský podnikatel, považovaný za zakladatele brazilské vodní energetiky, autor a realizátor projektu elektrárny Angiquinho. Tato přehrada blokuje řeku přímo nad vodopády. Zadržuje 26 milionů m3 vody a vytváří jezero o ploše 4,8 km2. Obsahuje regulovatelné i pevné přelivy průtoků, převyšující hltnosti elektráren i schopnost přelivu Paulo Afonso IV. Právě k této hrázi se upíná pozornost všech milovníků vodopádů.

### Hráz Apollonius Sales (Moxotó)
Zemní sypaná hráz o celkové délce 2 825 m a výšce 30 m je pojmenována po zakladateli společnosti CHESF a je známa i pod starším názvem Moxotó po přítoku řeky São Francisco. Nadržuje vodu pro výkon elektrárny Paulo Afonso IV. Při levém břehu navazuje na elektrárnu Moxotó. Voda prošlá touto elektrárnou zásobuje elektrárny Paulo Afonso I,II,III. Přelivy hráze o kapacitě 28 000 m3/s směřují povodňové stavy pro případ krátkodobého obnovení vodopádů. Vzedmutá řeka vytváří nádrž o ploše 98 km2 a objemu 1,2 km3 a umožňuje denní regulaci celého komplexu Paulo Afonso.  

### Nádrže na vyšším povodí řeky São Francisco
Hladina nádrže Apollonius Sales navazuje na přehradní těleso vodního díla Luiz Gonzaga s objemem 10,7 km3. Horní tok řeky je regulován přehradními nádržemi Sobradinho o objemu 34,1 km3 a Tres Marias o objemu 21 km3. Takovýto systém již umožňuje roční regulaci řeky.

## Popis

### Elektrárny Paulo Afonso I,I,III
Horní pracovní hladinu zajišťuje hráz Delmiro Gouveia. Spodní pracovní hladina není tvořena řekou, ale uměle vyhloubenými vývařišti. Voda pak odchází do koryta řeky přes mělký přepad. To způsobuje ztrátu pracovního spádu a výkonu, zároveň ale stabilní tlakové podmínky. Vody vytékající z paty skalní stěny do kaňonu, tvoří charakteristickou kulisu vodního díla. Pracovní spád se pohybuje v rozmezí 69-87 m.
Strojovny vodních elektráren jsou umístěny ve skále zhruba 80 m pod povrchem. Ve třech strojovnách pracuje celkem 13 turbín o celkovém výkonu 1417 MW.
Ve strojovně elektrárny Paulo Afonso I o půdorysu 104 x 18 m a výšce 37 m pracují na stanoveném spádu 82 m tři Francisovy turbíny o hltnosti 85 m3/s a výkonu 60 MW. Celkový výkon je tak 180 MW.
Ve strojovně elektrárny Paulo Afonso II o půdorysu 104 x 18 m a výšce 37 m pracuje na stanoveném spádu 82 m šest Francisových turbín o hltnostech 115- 125 m3/s a výkonech 70-75 MW. Celkový výkon je 443 MW. 
Ve strojovně elektrárny Paulo Afonso III o půdorysu 127 x 18 m a výšce 46,5 m pracují na stanoveném spádu 82,5 m čtyři Francisovy turbíny o hltnosti 266 m3/s a výkonu 198,5 MW. Celkový výkon je 794 MW.  

### Elektrárna Paulo Afonso IV
Elektrárna se nalézá stejně jako starší elektrárny hluboko pod zemí. Spodní pracovní hladinu již tvoří řeka v kaňonu. Horní hladinu zajišťuje hráz Apollonius Sales, která poskytuje pracovní spád 112,5 m. Vzdálenost od starších elektráren je zhruba 2 km po proudu. Navýšení horní hladiny nad údolím řeky řeší betonová konstrukce s osmi hradlovou přelivovou propustí o propustnosti 10 000 m3/s.
Ve strojovně elektrárny Paulo Afonso IV o půdorysu 210 x 24 m a výšce 52 m pracuje na stanoveném spádu 112,5 m šest Francisových turbín o hltnosti 385 m3/s a výkonu 410 MW. Celkový výkon je 2462 MW.  

## Přehled hlavních parametrů
|                  | počet turbín | typ turbíny | celková hltnost (m3/s) | pracovní spád (m) | celkový výkon (MW) |
| ---------------- | ------------ | ----------- | ---------------------- | ----------------- | ------------------ |
| Moxotó           | 4            | Kaplan      | 2 200                  | 21                | 400                |
| Paulo Afonso I   | 3            | Francis     | 252                    | 82                | 180                |
| Paulo Afonso II  | 6            | Francis     | 720                    | 82                | 443                |
| Paulo Afonso III | 4            | Francis     | 1064                   | 82                | 794                |
| Paulo Afonso IV  | 3            | Francis     | 2310                   | 112,5             | 2462               |
| celkem           | 23           |             | 6546                   |                   | 4279               |

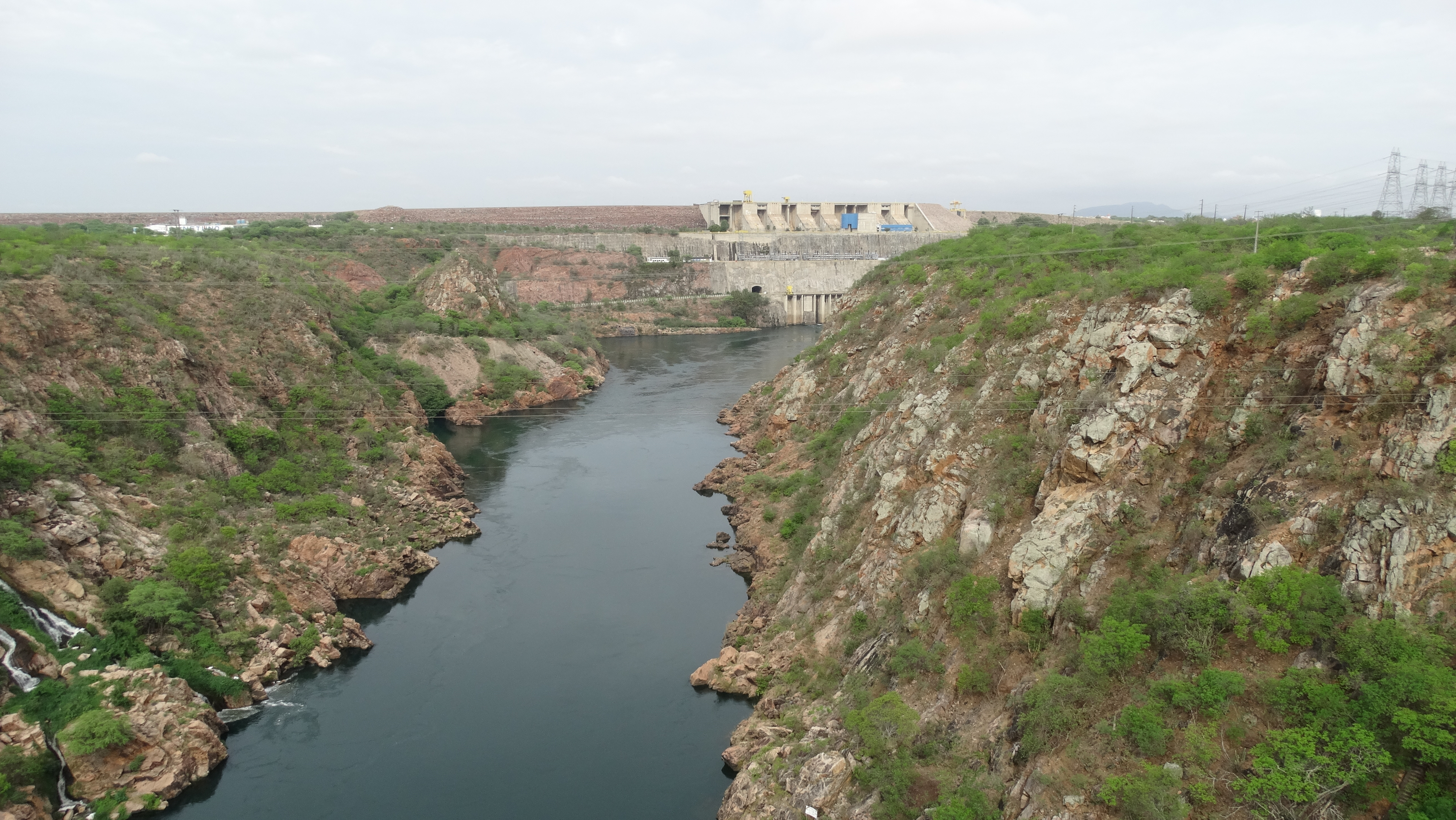
Paulo Afonso IV proti proudu
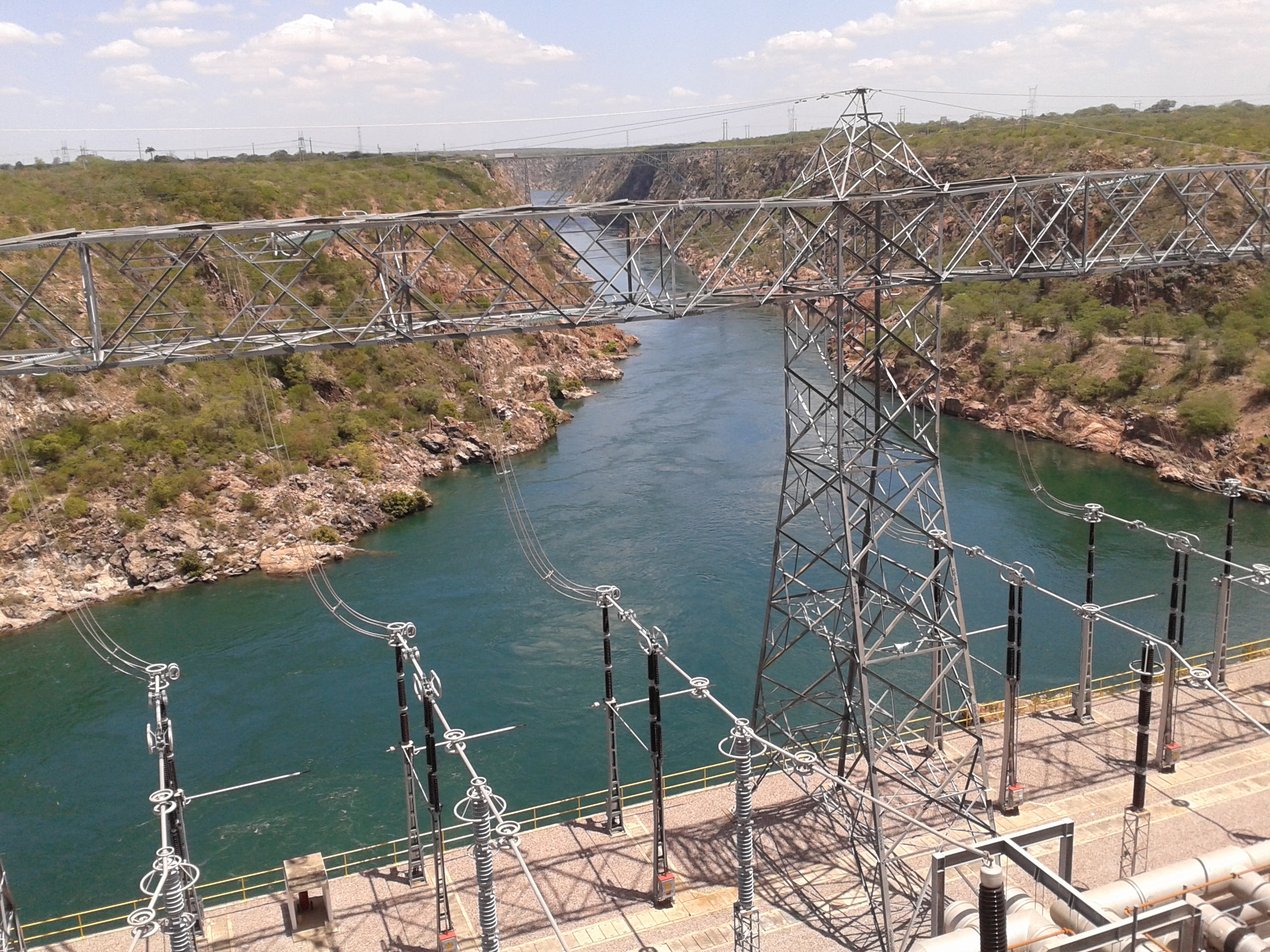
Pohled přes rozvodnu Paulo Afonso IV
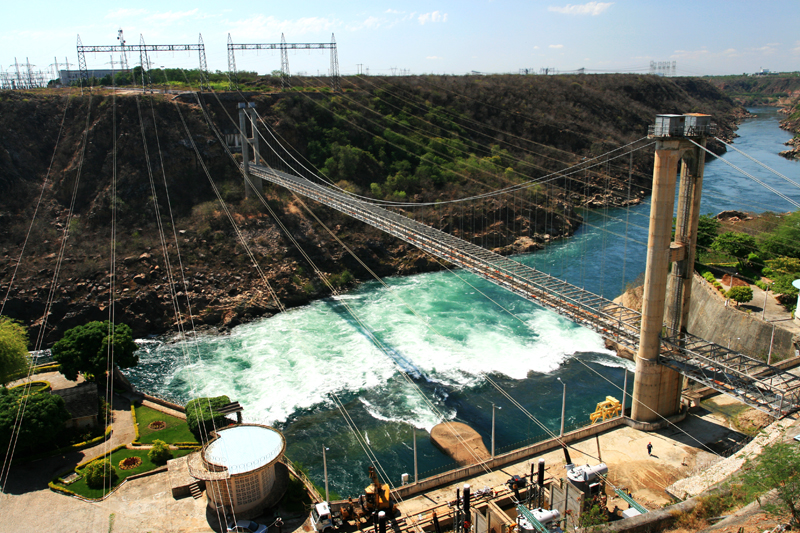
Rozvod 500 kV nad výpustí Paulo Afonso III
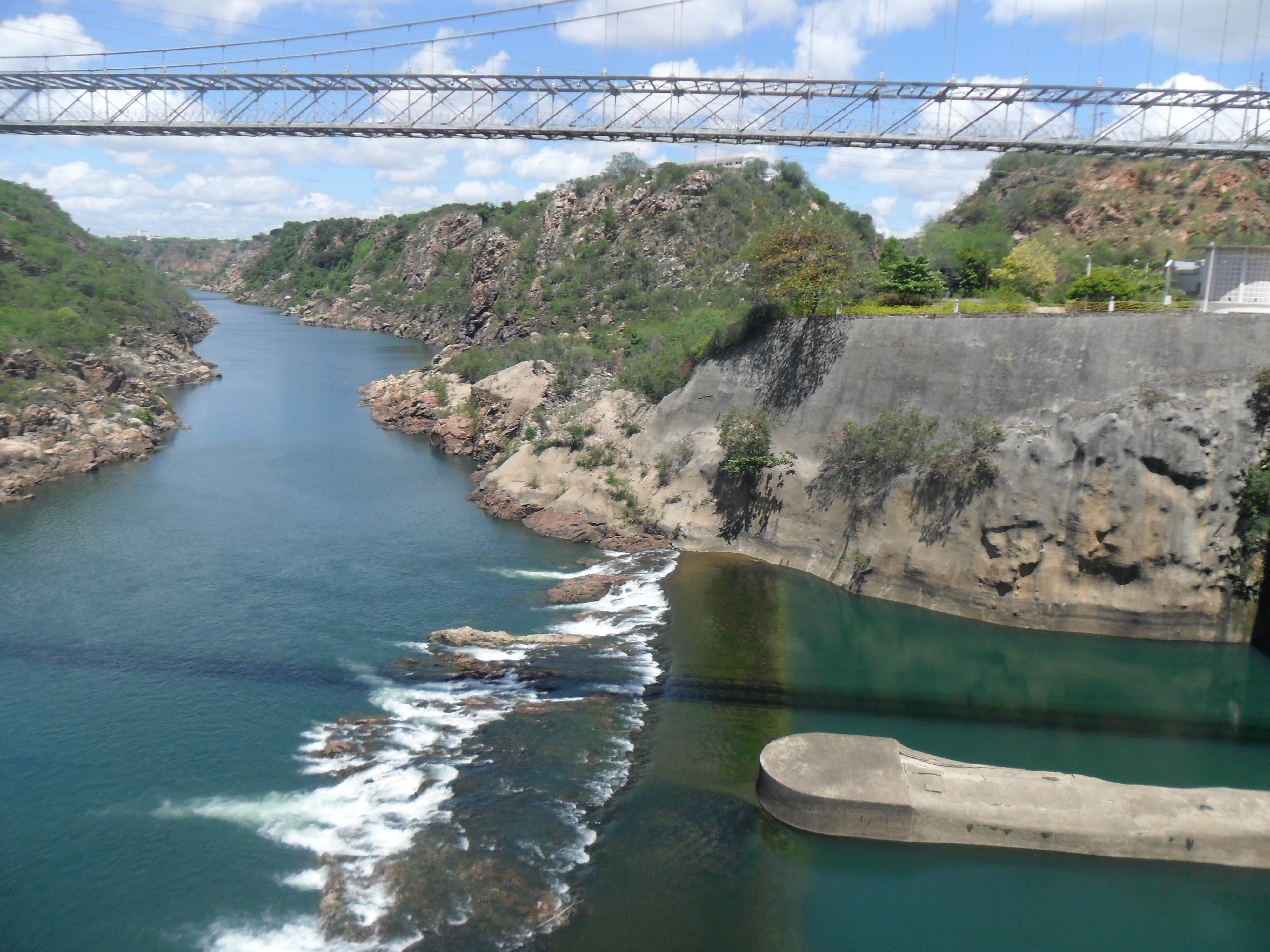
Výpust Paulo Afonso III
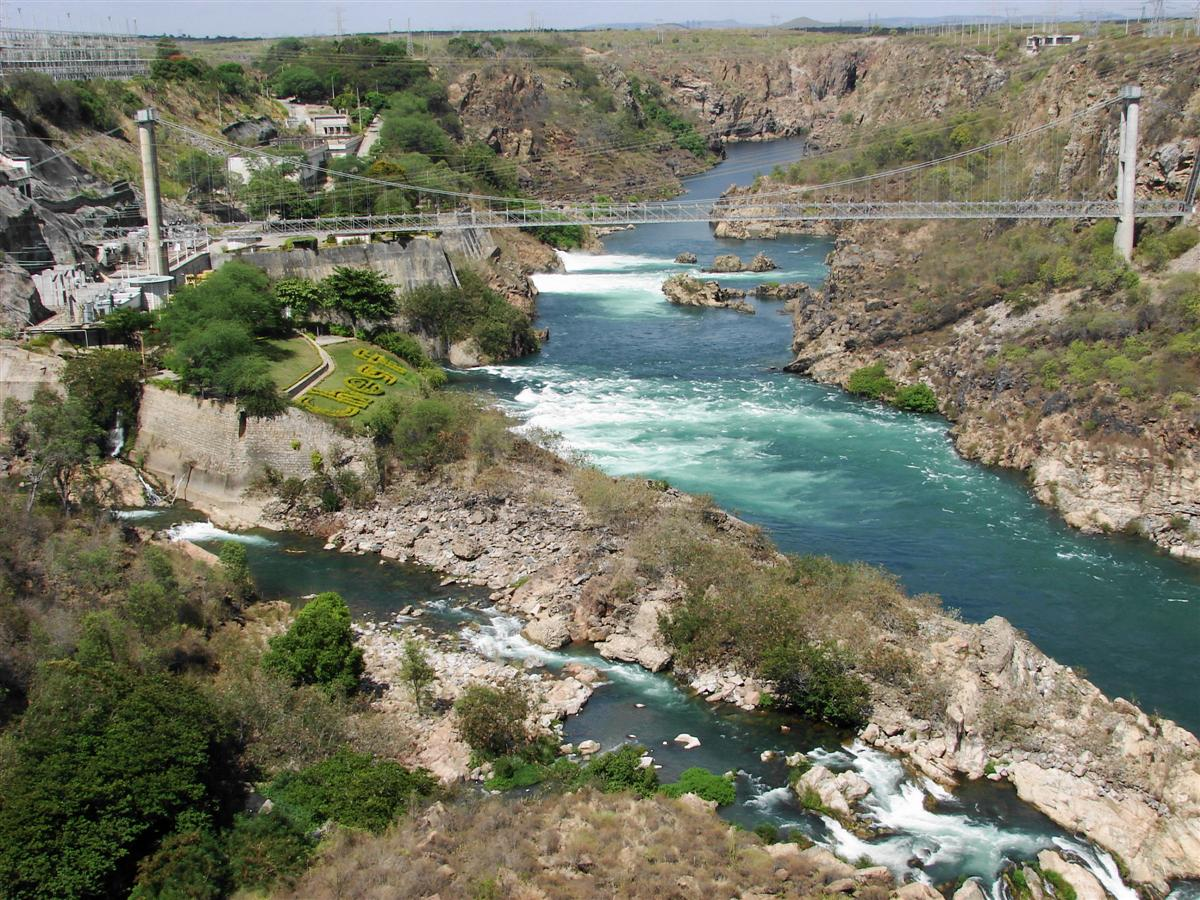
Paulo Afonso I,II,III proti proudu
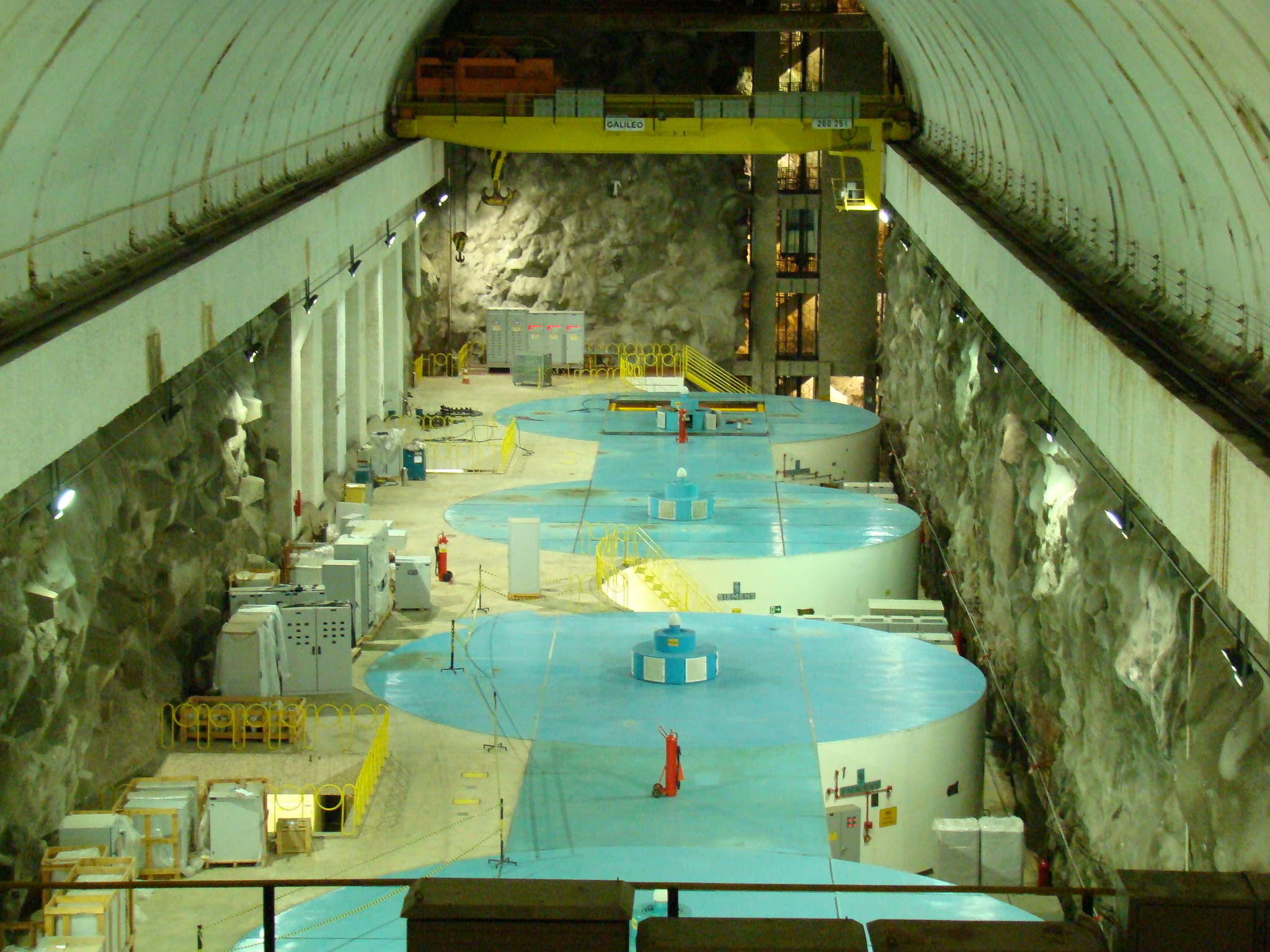
Strojovna ve skále
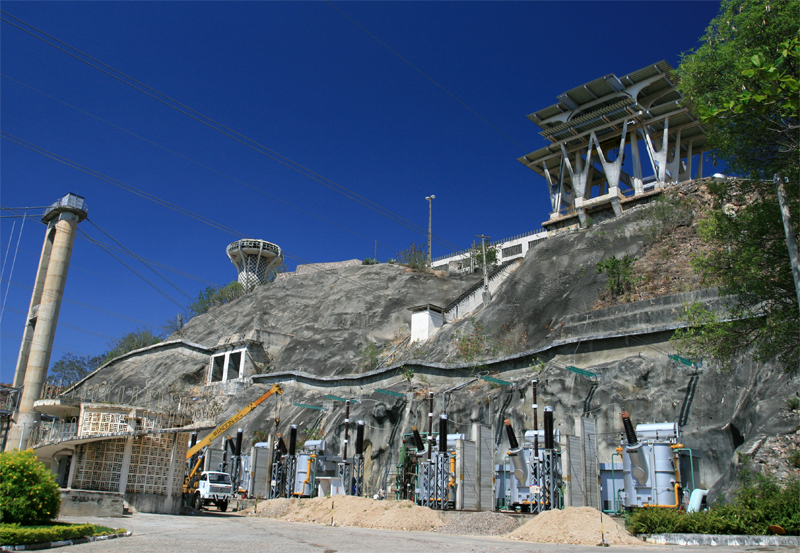
Silové transformátory Paulo Afonso III